# Témiscamingue
Témiscamingue – regionalna gmina hrabstwa (MRC) w regionie administracyjnym Abitibi-Témiscamingue prowincji Quebec, w Kanadzie. Stolicą jest miasto Ville-Marie. Składa się z 21 gmin: 3 miast, 12 gmin, 1 wsi, 1 parafii, 2 kantonów, 1 zjednoczonego kantonu i 1 terytorium niezorganizowanego.
Témiscamingue ma 16 425 mieszkańców. Język francuski jest językiem ojczystym dla 85,5%, angielski dla 13,4% mieszkańców (2011).